# Liste der Monuments historiques in Villeneuve-sous-Charigny
Die Liste der Monuments historiques in Villeneuve-sous-Charigny führt die Monuments historiques in der französischen Gemeinde Villeneuve-sous-Charigny auf.

## Liste der Objekte
| Bezeichnung              | Beschreibung                               | Standort                         | Kennzeichnung | Schutzstatus | Datum | Bild |
| ------------------------ | ------------------------------------------ | -------------------------------- | ------------- | ------------ | ----- | ---- |
| Skulptur Heilige Barbara | Kalkstein, farbig gefasst, 16. Jahrhundert | in der Kirche St-Gengoult (Lage) | PM21002527    | Classé       | 1967  |      |